# ダンシング・シスター
「ダンシング・シスター」（I'm in the Mood for Dancing）は、アイルランド出身の姉妹ボーカルグループ、ノーランズ（The Nolans）が1979年に発売したシングル。

## 解説
1979年11月19日発売のアルバム『ノーラン・シスターズ』に収録。同年12月7日にイギリスでシングルカットされる。その後、商業展開を視野に入れた日本でもシングルカットされた。タイトルの『ダンシング・シスター』は、日本盤で独自に付けられた邦題である。日本盤のシングルはわずかにピッチが速かった。また西ドイツ、フランス、イタリア、アイルランド、ニュージーランド、オーストラリア、南アフリカでもシングルカットされた他、西ドイツでは高音質盤として45回転の12インチ盤も発売された。
イギリスのテレビ番組『Noel's Addicts』では、本人たちが日本語の歌詞（Winkのカバーによる『銀星倶楽部 〜I'm In Mood For Dancing〜』のもの）でこの曲を歌ったことがあるが、シングル・アルバムには収録されていない。
1995年にはセルフカヴァーの形で再発売されたが、こちらは大きなヒットに至らなかった。
オリジナル版のリバイバルや、テレビ関連での使用も多く、2004年にフジテレビ系ドラマ『ラストクリスマス』劇中歌に使用されたほか、2005年にはフジテレビ系『志村通』エンディングテーマ及び三菱自動車のActive Field Edition、2007年及び2012年にはソフトバンクモバイルのCMソングにオリジナル版が使用された。

## チャート成績
オリコン総合シングルチャートでは、発売から約4か月後の同年11月17日付で1位を獲得。翌週まで2週連続に渡り首位を守り抜き、最終的には約70万枚のヒットとなった。オリコン洋楽シングルチャートでは1980年9月8日付から通算14週1位を獲得し、1980年度の年間1位となった。
イギリスのシングルチャートでは最高3位を記録している。
海外グループでの国内デビューシングル・海外女性グループのオリコン総合シングルチャートでの首位は史上初。海外アーティストでの日本国内でのデビューシングル首位は欧陽菲菲の「雨の御堂筋」（1971年11月8日付）以来史上2組目。兄弟・姉妹でのシングルチャート首位はフィンガー5の「恋のダイヤル6700」（1974年1月21日付）以来史上3組目。
その後、兄弟・姉妹ユニットでのシングルチャート首位は倖田來未×misonoの「It's all Love!」（2009年4月13日付）までの28年5か月間なく、海外女性グループでのシングルチャート首位はKARAの「ジェットコースターラブ」（2011年4月18日付）までの30年5か月間なく、海外アーティストによる国内デビューシングル首位はチャン・グンソクの「Let me cry」（2011年5月9日付）までの30年5か月間なかった。

## カバー
| 歌手名              | 訳詞       | タイアップ                                                                            | 収録作品                                                                          |
| ------------------- | ---------- | ------------------------------------------------------------------------------------- | --------------------------------------------------------------------------------- |
| Wink                | 森本抄夜子 |                                                                                       | アルバム『Velvet』（1990年）                                                      |
| ギリギリガールズ    |            | テレビ東京『平成女学園』テーマ曲                                                      | シングル「SUGARな予感」（1995年）                                                 |
| Tommy february6     |            | フジテレビ『情報プレゼンター とくダネ!』挿入曲                                        | シングル「je t'aime★je t'aime」（2003年）                                         |
| BONNIE PINK         |            | サントリーのチューハイ「カロリ。」2005年度CMソング                                    | シングル「Last Kiss」（2004年）                                                   |
| フルーツ♥パーティー | 小山哲朗   | NHK教育テレビ『天才てれびくんMAX』「ミュージックてれびくん（MTK）」使用曲（2004年度） | アルバム『NHK天才てれびくんMAX MTK the 10th』（2006年）                           |
| サーカス            |            |                                                                                       | シングル「しなやかに歌って/ダンシング・シスター」（2006年）                       |
| キグルミ            | ゆうまお   | フジテレビ『めざましどようび』テーマソング                                            | シングル「くるっと・まわって・いっかいてん/ダンシング・シスター」（2007年）       |
| 南波志帆            |            |                                                                                       | アルバム『"Choice" by 南波志帆』（2012年）                                        |
| YUJU (GFRIEND)      |            | tvN『女神降臨』オリジナルサウンドトラック                                             | デジタルシングル「True Beauty (Original Television Soundtrack), Pt. 2」（2020年） |